# Stop Online Piracy Act
Stop Online Piracy Act (SOPA) var ett amerikanskt lagförslag som syftade till att göra det möjligt för amerikanska myndigheter att föra rättsliga processer mot webbplatser och andra internettjänster som bryter mot federal upphovsrättslagstiftning, även om dessa tjänster var baserade utanför USA:s gränser. Dessutom skulle upphovsrättsägarna själva kunna kontakta de internetleverantörer och annonsörer som finansierade vissa webbplatser och ställa krav på att finansieringen skulle upphöra.

## Innehåll
Lagförslaget är riktat mot all form av piratkopiering, till exempel film, musik och programvara i digital form, men också märkeskläder och läkemedel. Bland annat skulle lagen utöka definitionen av upphovsrättsintrång till att även gälla obehörig strömning av upphovsrättsskyddat, något som inte är fallet idag. Lagen skulle också göra handel med illegalt tillverkade läkemedel, vapen och säkerhetsutrustning till ett federalt brott. En central del i lagförslaget är möjligheten att genom domstolsbeslut tvinga internetleverantörer, sökmotorer, betalningsnätverk och annonstjänster att vidta vissa preventiva åtgärder, till exempel att sluta länka till en webbplats med illegalt upphovsrättsskyddat material, eller att förhindra att användare i USA når webbplatsen i fråga.

## Motstånd
Lagförslaget presenterades för USA:s representanthus den 26 oktober 2011 och har väckt ett omfattande motstånd, bland annat eftersom lagens räckvidd och kraft skulle omöjliggöra vissa sociala webbtjänster, i och med att tjänsterna skulle tvingas ta avsevärt mycket större ansvar för användarnas aktiviteter än idag. Tjänster som  Youtube, Etsy, Flickr och Vimeo skulle enligt kritiker i praktiken tvingas upphöra med sin verksamhet.

Lagförslagets omfattning och metoder betraktas av motståndare inte som bara en jakt på piratkopiering utan också som en form av internetcensur.
På grund av motståndet ändrade sig en majoritet av politikerna och lagförslaget togs aldrig upp för omröstning.